# Rauðufossar
Rauðufossar (in lingua islandese: cascate rosse) o Rauðfoss (cascata rossa),  è una cascata situata negli altopiani della regione del Suðurland, nella parte meridionale dell'Islanda.

## Descrizione
La cascata è situata lungo il corso fiume Rauðufossakvísl, a nord dei monti Rauðufossafjöll; il fiume forma la cascata cadendo per 60 metri da una parete costituita da rocce rosse, che danno il nome alla cascata. Il fiume prosegue poi il suo percorso andando a confluire in altri corsi d'acqua, che alla fine sfociano nel Þjórsá.

## Accesso
Dalla strada F225 Landmannaleið, una strada sterrata che può essere percorsa solo da mezzi 4WD e che corre tra la strada 26 e la F208, si stacca un sentiero in direzione sud che in circa 3 km conduce in prossimità della cascata risalendo il corso del fiume.